# Рейнольдс, Скотт
Скотт Рейнольдс (англ. Scott Reynolds) — сценарист телевидения. автор сценария сериалов как «Декстер», «Последний рубеж», «Джессика Джонс» и «Железный кулак».

## Карьера
Рейнольдс работал в качестве внештатного сценариста второго сезона «Декстера» в 2007 году. В 2008 году, он получил должность основного сценариста в третьем сезоне. Рейнольдс был номинирован на премию Гильдии сценаристов США за лучший драматический сериал за свою работу над третьим сезоном. Он был повышен до редактора сюжетов для четвёртого сезона в 2009 году. Он во второй раз был номинирован на эту же премию на церемонии в феврале 2010 года за свою работу над четвёртым сезоном. Он снова был повышен до исполнительного редактора сюжетов для пятого сезона в 2010 году.
Он также создал/написал комикс UTF (Undead Task Force) с Тоном Родригесом для APE comics.